# Platylobium obtusangulum
Platylobium obtusangulum är en ärtväxtart som beskrevs av William Jackson Hooker. Platylobium obtusangulum ingår i släktet Platylobium och familjen ärtväxter. Inga underarter finns listade i Catalogue of Life.